# Karyaku
Karyaku (japanska: 嘉暦?, Karyaku), 1326–1329 är en period i den japanska tideräkningen. Kejsare var Go-Daigo och shogun Morikuni Shinnō.
Namnet på perioden är hämtat från ett citat ur Tangshu.